# Mesquita Ibrahim-al-Ibrahim
La mesquita d'Ibrahim-al-Ibrahim, també coneguda com la mesquita del rei Fahd bin Abdulaziz al-Saud o la mesquita del custodi de les dues mesquites sagrades, és una mesquita situada a la Punta d'Europa, al territori britànic d'ultramar de Gibraltar, al sud d'Espanya. La mesquita mira al sud cap a l'estret de Gibraltar i el Marroc, a diversos quilòmetres de distància.

## Construcció
L'edifici va ser un regal del rei Fahd de l'Aràbia Saudita i va trigar dos anys a construir-se, amb un cost d'uns 5 milions de lliures esterlines. Va ser inaugurada oficialment el 8 d'agost de 1997.
És la mesquita més meridional d'Europa continental, i és una de les mesquites més grans d'un país no musulmà.

## Descripció
La mesquita d'Ibrahim-al-Ibrahim és un dels llocs més visitats de Gibraltar. El seu primer pis consta de sis aules, una sala de conferències, una biblioteca, una cuina, un bany, l'habitatge del conserge, la morgue, les oficines per a l'administració i la casa de l'imam. La sala de pregària principal es troba al segon pis de l'edifici. Al sostre hi ha nou canelobres de llautó massís, a l'entrada de la zona de pregària. Un dels canelobres està penjat de l'enorme cúpula, que es troba a una gran alçada. Les parets són de marbre importat i s'estenen per tota la mesquita.
Al nivell inferior es troba una sala d'oració de dones, juntament amb una llar d'infants, que dona a la sala d'oració principal. La mesquita d'Ibrahim-al-Ibrahim és utilitzada diàriament pels musulmans que viuen a Gibraltar i està oberta al públic durant el dia.